# Argentina (poisson)
Pour les articles homonymes, voir Argentina (homonymie).
Genre

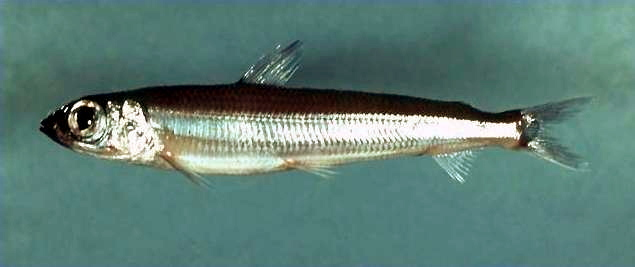

Argentina, les argentines, est un genre de poissons téléostéens de la famille des Argentinidae, de l'ordre des Osmeriformes.

## Liste des espèces
- Argentina aliceae Cohen et Atsaides, 1969
- Argentina australiae Cohen, 1958
- Argentina brucei Cohen et Atsaides, 1969
- Argentina elongata Hutton, 1879 - argentine
- Argentina euchus Cohen, 1961
- Argentina georgei Cohen et Atsaides, 1969
- Argentina kagoshimae Jordan et Snyder, 1902
- Argentina sialis Gilbert, 1890
- Argentina silus (Ascanius, 1775) - grande argentine
- Argentina sphyraena Linnaeus, 1758
- Argentina stewarti Cohen et Atsaides, 1969
- Argentina striata Goode et Bean, 1896